# Keg (Einheit)
Keg, das Fässchen,  war eine Bezeichnung für zwei unterschiedliche Maße.
Keg als Masseneinheit in Nordamerika für Früchte
- 1 Keg = 45,359 Kilogramm

Keg als englisches Zähl- und Stückmaß
- 1 Keg = 60 Stück

aber
- 2 Keg = ein Hundert oder 120 Stück[1][2]